# Trofizm
Trofia (trofizm, żyzność) – zasobność ekosystemu w substancje odżywcze, zbiór warunków opisujących jego bazę pokarmową. W szczególności dotyczy zasobności substancji odżywczych dla roślin.  W jednym z ujęć pojęcie trofizm jest również określane jako całość stosunków pokarmowych wewnątrz biocenozy. Pojęcie trofii szczególnie często jest stosowane w hydrobiologii, odnosząc się do zasobności wód w biogeny. Trofia decyduje o wielkości produkcji pierwotnej, a pośrednio o zawartości materii organicznej w wodzie i osadach.

Termin określający produktywność biologiczną zbiorników wodnych. Pod pojęciem trofia zbiornika (trofizm) rozumie się także zespół czynników środowiskowych decydujących (wpływających) o żyzności zbiornika wodnego. Trofizm uzależniony jest od wielu czynników, np. ilości nawozów dostających się do wód, składu, liczebności organizmów itp. Najczęściej trofia zbiornika utożsamiana jest z zawartością biogenów w toni wodnej (śródjezierzu) i zdeponowanych w osadach dennych profundal, pomijając biogeny zdeponowane w litoralu. Trofizm odnoszony jest najczęściej do jezior (wód jeziornych).
Ze względu na stopień żyzności wody wyróżnia się:
- oligotroficzne (oligotrofia) (patrz jezioro oligotroficzne, jeziora płone)
- mezotroficzne (mezotrofia) (patrz jezioro mezotroficzne, jeziora umiarkowanie żyzne),
- eutroficzne (eutrofizm) (patrz jezioro eutroficzne, jeziora żyzne,
- politroficzne (politrofia) (patrz jezioro politroficzne, jezioro hypertroficzne, jeziora bardzo żyzne),
- saprotroficzne (saprotrofizm) (patrz jezioro saprotroficzne, jezioro przeżyźnione),
- dystroficzne.

Z pojęciem trofii wiąże się zjawisko eutrofizacji wód.